# Grand Prix Malajsie 2001
Grand Prix Malajsie III Petronas Malaysian Grand Prix
- 18. březen 2001
- Okruh Sepang
- 55 kol x 5,543 km = 304,865 km
- 665. Grand Prix
- 46. vítězství Michaela Schumachera
- 137. vítězství pro Ferrari

## Výsledky
| Pozice | Jezdec                | Vůz            | Čas         |
| ------ | --------------------- | -------------- | ----------- |
| 1      | Michael Schumacher    | Ferrari F2001  | 1:47'34.801 |
| 2      | Rubens Barrichello    | Ferrari F2001  | á 0:23:660  |
| 3      | David Coulthard       | McLaren MP4/16 | á 0:28:555  |
| 4      | Heinz-Harald Frentzen | Jordan EJ11    | á 0:46:543  |
| 5      | Ralf Schumacher       | Williams FW23  | á 0:46:543  |
| 6      | Mika Häkkinen         | McLaren MP4/16 | á 0:48:606  |
| 7      | Jos Verstappen        | Arrows A22     | á 1:21:560  |
| 8      | Jarno Trulli          | Jordan EJ11    | á 1 kolo    |
| 9      | Jean Alesi            | Prost AP04     | á 1 kolo    |
| 10     | Luciano Burti         | Jaguar R2      | á 1 kolo    |
| 11     | Jenson Button         | Benetton B201  | á 2 kola    |
| 12     | Gaston Mazzacane      | Prost AP04     | á 2 kola    |
| 13     | Fernando Alonso       | Minardi PS01   | á 3 kola    |
| 14     | Tarso Marques         | Minardi PS01   | á 4 kola    |
| Kolo   | Odstoupili            | -              | -           |
| 31     | Giancarlo Fisichella  | Benetton B201  | Tlak oleje  |
| 3      | Jacques Villeneuve    | BAR 003        | Nehoda      |
| 3      | Nick Heidfeld         | Sauber C20     | Kolize      |
| 3      | Enrique Bernoldi      | Arrows A22     | Kolize      |
| 3      | Juan Pablo Montoya    | Williams FW23  | Kolize      |
| 3      | Eddie Irvine          | Jaguar R2      | Unik vody   |
| 1      | Olivier Panis         | BAR 003        | Unik oleje  |
| 0      | Kimi Räikkönen        | Sauber C20     | Rozvody     |

### Nejrychlejší kolo
- Mika Häkkinen McLaren MP4/16 1'40962 – 197,647 km/h

### Vedení v závodě
- 1-2 kolo Michael Schumacher
- 3 kolo Jarno Trulli
- 4-15 kolo David Coulthard
- 16-55 kolo Michael Schumacher

### Postavení na startu
| 1. řada  | 1                                     | 2                                      |
|          | Michael Schumacher Ferrari 1'35.220   | Rubens Barrichello Ferrari 1'35.319    |
| 2. řada  | 3                                     | 4                                      |
|          | Ralf Schumacher Williams 1'35.511     | Mika Häkkinen McLaren 1'36.040         |
| 3. řada  | 5                                     | 6                                      |
|          | Jarno Trulli Jordan 1'36.180          | Juan Pablo Montoya Williams 1'36.218   |
| 4. řada  | 7                                     | 8                                      |
|          | Jacques Villeneuve BAR 1'36.397       | David Coulthard McLaren 1'36.417       |
| 5. řada  | 9                                     | 10                                     |
|          | Heinz Harald Frentzen Jordan 1'36.578 | Olivier Panis BAR 1'36.681             |
| 6. řada  | 11                                    | 12                                     |
|          | Nick Heidfeld Prost 1'36.913          | Eddie Irvine Jaguar 1'37.140           |
| 7. řada  | 13                                    | 14                                     |
|          | Jean Alesi Prost 1'37.406             | Kimi Räikkönen Sauber 1'37.728         |
| 8. řada  | 15                                    | 16                                     |
|          | Luciano Burti Jaguar 1'38.035         | Giancarlo Fisichella Benetton 1'38.086 |
| 9. řada  | 17                                    | 18                                     |
|          | Jenson Button Williams 1'38.258       | Jos Verstappen Arrows 1'38.509         |
| 10. řada | 19                                    | 20                                     |
|          | Gaston Mazzacane Prost 1'39.006       | Tarso Marques Minardi 1'39.714         |
| 11. řada | 21                                    | 22                                     |
|          | Fernando Alonso Minardi 1'40.249      | Enrique Bernoldi Arrows - -- ---       |
| -------- | ------------------------------------- | -------------------------------------- |

- 107 % = 1'41"885

### Zajímavosti
| Pole position      | Vítězství          | Nejrychlejší kolo |
| Německo            | Německo            | Finsko            |
| Michael Schumacher | Michael Schumacher | Mika Häkkinen     |
| Ferrari F2001      | Ferrari F2001      | McLaren MP4/16    |
| 1'35.220           | 1:47'34.801        | 1'40.962          |
| 209.565 km/h       | 170.031 km/h       | 197.647 km/h      |
| ------------------ | ------------------ | ----------------- |

### Stav MS
- Zelená - vzestup
- Červená - pokles

| * | Jezdec                | Body |
| - | --------------------- | ---- |
| 1 | Michael Schumacher    | 20   |
| 2 | David Coulthard       | 10   |
| 3 | Rubens Barrichello    | 10   |
| 4 | Heinz Harald Frentzen | 5    |
| 5 | Nick Heidfeld         | 3    |
| 6 | Ralf Schumacher       | 2    |
| 7 | Mika Häkkinen         | 1    |
| 8 | Kimi Räikkönen        | 1    |

| * | Vozy     | Body |
| - | -------- | ---- |
| 1 | Ferrari  | 30   |
| 2 | McLaren  | 11   |
| 3 | Jordan   | 5    |
| 4 | Sauber   | 4    |
| 5 | Williams | 2    |

| * | Jezdec         | Body |
| - | -------------- | ---- |
| 1 | Německo        | 30   |
| 2 | Velká Británie | 10   |
| 3 | Brazílie       | 10   |
| 4 | Finsko         | 2    |